# Psidium pedicellatum
Psidium pedicellatum är en myrtenväxtart som beskrevs av Mcvaugh. Psidium pedicellatum ingår i släktet Psidium och familjen myrtenväxter. Inga underarter finns listade i Catalogue of Life.